# Зардарян, Оганес Мкртичевич
Зардарян Оганес Мкртичевич (арм. Հովհաննես Զարդարյան; 8 января 1918, Карс, Османская империя — 21 июля 1992, Ереван, Армения) — армянский советский живописец, Народный художник Армянской ССР (1963), действительный член Академии художеств СССР (1988), член-корреспондент Академии художеств СССР (1958), профессор Ереванского педагогического института им. Х. Абовяна (1969)
Участник художественных выставок с 1942 года. Удостоен серебряной медали на Всемирной выставке 1958 года в Брюсселе за картину «Весна» (1956).
Произведения Зардаряна хранятся в Государственной Третьяковской галерее, Музее искусства народов Востока (Москва), Государственной картинной галерее Армении и во многих музеях России и других стран СНГ.

## Биография и Творчество

### Ранние годы
Оганес Зардарян родился 8 января 1918 года в городе Карс, в семье ремесленника.
В период геноцида армян семья Зардарянов переезжает сначала в Армавир, потом в Краснодар и наконец, в 1920 году, обосновывается в Тифлисе.
В 1933 году Оганес Зардарян посещает занятия в мастерских Академии художеств Тифлиса, но вскоре решает продолжить образование в Армении — в Ереванском художественном техникуме, у классиков армянской живописи С. Аракеляна и В. Гайфеджяна.
В 1937 году, после окончания техникума, Зардарян едет в Ленинград и поступает в Ленинградский институт живописи, скульптуры и архитектуры (ЛИЖСА), где учится вместе с Ал. Д. Соколовым[уточнить], А. Мыльниковым, М. Аникушиным, И. Витман и Е. Моисеенко, дружеские отношения с которыми поддерживает до конца жизни.
По возвращении в Ереван в 1941 году начинается активная творческая жизнь художника. Выставленные в 1944 году во время декады Армянского искусства в Москве пейзажи и натюрморты молодого художника привлекли внимание художественной общественности. В первые послевоенные годы Зардаряном были созданы композиционные полотна «Предтропье», «Победа строителей СеванГЭСа», «Комитас», которые предопределили пути развития тематической композиции в Армении.

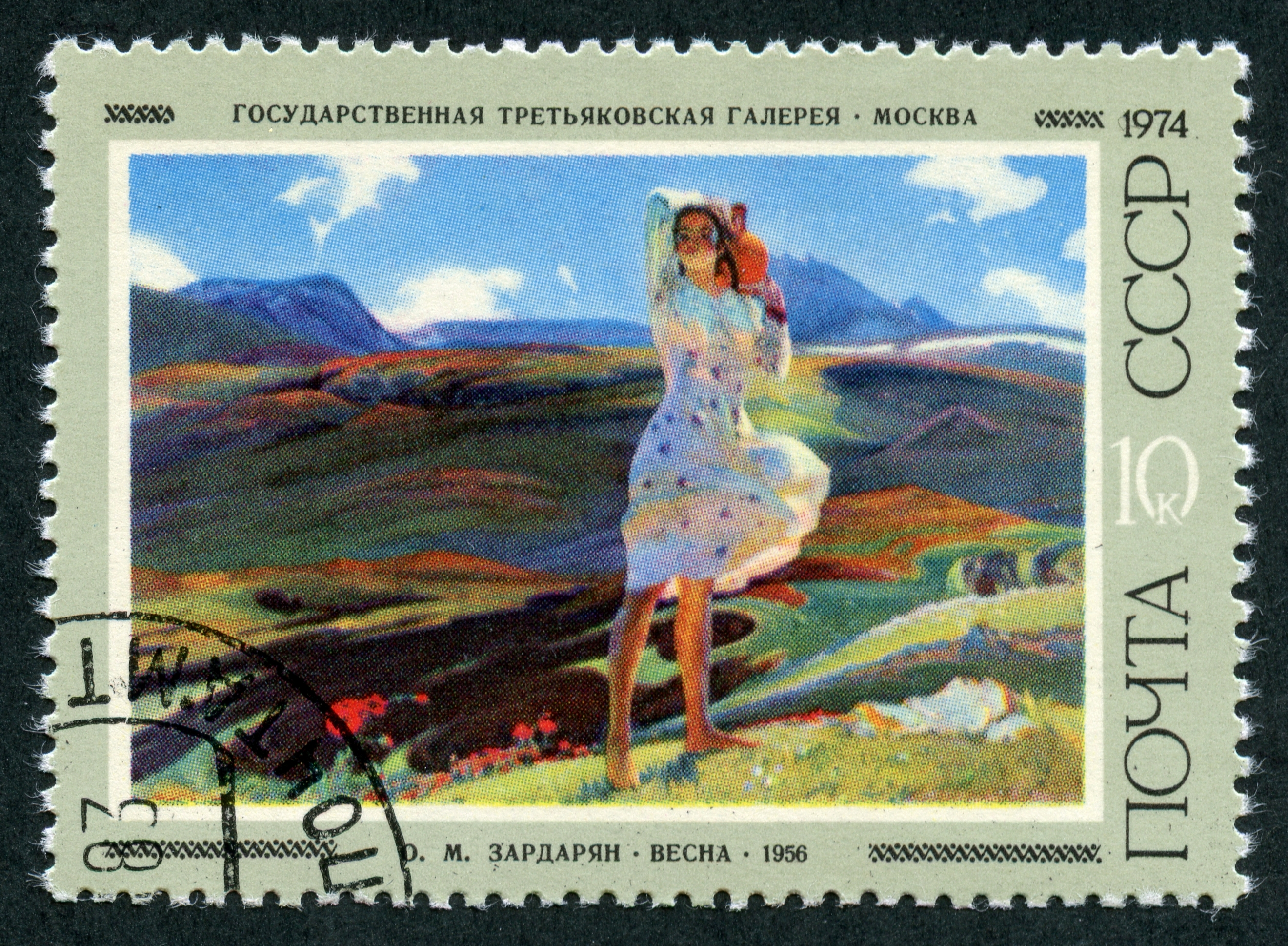
Репродукция картины О. М. Зардаряна «Весна» (1956) на почтовой марке СССР 1974 года из серии «Советская живопись»

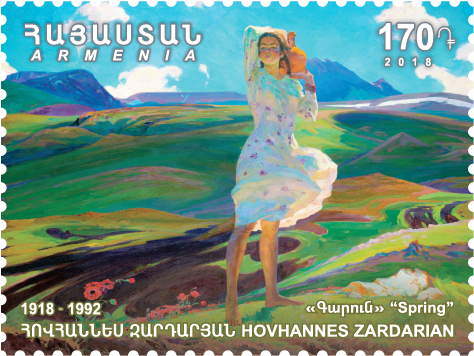
Репродукция картины О. М. Зардаряна «Весна» (1956) на почтовой марке Армении 2018 года

С 1956 года Зардарян участвует на международных выставках (Прага, Нью Йорк, Варшава, Мехико, Торонто, Париж, Токио, Лиссабон и другие). Особенно следует отметить участие на Венецианских Биеннале 1956 и 1958 годов. Пейзажи Арагаца и натюрморт «Весенние цветы» имели большой резонанс в итальянской прессе. Многократные посещения Италии дали возможность личных контактов с такими художниками как Дж. Де Кирико, Р. Гуттузо, М. Чимаре, Уго Аттарди и со многими другими.
В 1958 году картина Зардаряна «Весна», в которой высокий символ весны в природе, жизни воплощался в конкретном образе молодой девушки, была удостоена Большой серебряной медали на всемирной выставке в Брюсселе.
Итогом многочисленных путешествий стали серии картин посвящённых Италии, Греции, Испании, Эстонии и Латвии.
Зардарян также автор портретов выдающихся деятелей культуры и науки: А. Дживилегов, А. Исаакян, Е. Чаренц, Р. Дрампян, С. Еремян, Б. Маркарян и других.
С конца 1950-х годов Зардарян жил и работал в своей мастерской в селе Бюракан, рядом с Бюраканской Астрофизической Обсерваторией, и это дало новый импульс его творческим исканиям. Один за другим появляются композиционные полотна «Стремление», «Порыв», «Источник», «Око Бюракана» и другие, портреты учёных В. Амбарцумяна, А. Алиханяна, Доктора Харо, космонавта Феоктистова, Сюзи Коллен-Суфрен, Шрамека и других, а также пейзажи и лирические женские образы.
В разные годы мастерскую художника посещали такие выдающиеся деятели науки и искусства как Гарзу и Афэурок Текле, Илья Эренбург и Уильям Сароян, Рудольф Мёссбауэр и Зельдович и многие другие. С конца 1950-х годов до последних лет Зардарян работал над картиной «Исход» посвящённой трагической судьбе армянского народа. Творческому методу Зардаряна была присуща продолжительная работа над композиционными картинами, эскизы которых отражают развитие творческих поисков, желание подчинить всю палитру художественных возможностей основной идее. Каждый отдельно взятый эскиз является законченным произведением. Именно поэтому одна из персональных выставок Зардаряна (более 100 работ) была посвящена 4 темам.
Большая часть произведений О. Зардаряна последних 30-и лет остаётся неизвестной широкому зрителю.
Оганес Зардарян скончался в 1992 году в Ереване.

## Награды
- заслуженный деятель искусств Армянской ССР (7 июля 1956)[2]
- народный художник Армянской ССР (1963)
- орден Трудового Красного Знамени (27 июня 1956)
- орден Дружбы народов (6 января 1978) — за заслуги в развитии советского изобразительного искусства и в связи с шестидесятилетием со дня рождения
- медали

## Семья
- Жена — Мария Григорьевна Чубарян (1919—2013) — кинодраматург, дочь известного армянского юриста Григория Амбарцумовича Чубаряна (1888—1962) и сестра скульптора Гукаса Чубаряна (1923—2010).
- Дочь — Анаит Оганесовна Зардарян (род. 1945) — художник.
- Сын — Мкртич Оганесович Зардарян (род. 1951) — археолог.

## Изменение в стиле
После избрания в Академию художеств СССР, с конца 1950-х годов, Зардаян работает в своей мастерской в селе Бюракан по соседству с Бюраканской астрофизической обсерваторией. Близость к природе и научному миру определили перелом в творчестве Зардаряна. Первой картиной созданной в Бюракане стало «Стремление».
- 1959—1961 — Участие в выставках в Нью-Йорке, Мехико, Гаване, Варшаве и Берлине.
- 1963 — Зардарян удостоен званием народного художника Армении.
- 1964 — Второе участие на Венецианской биеннале.
- 1969 — Зардарян удостаивается званием Профессора, после дести лет преподавательской деятельности.
- 1971—1972 — Участие в выставках «Искусство Армении: От Урарту до наших дней» организованной в Лувре.
- 1976—1977 — Участие c Г. Чубаряном и Г. Ханджяном в организованных в Москве, Риге, Вильнюсе и Варшаве выставках Академии художеств.
- 1986—1987 — Участие в выставке «Италия глазами армянских художников» в Венеции. Выставка в Торонто.
- 1988 — Оганес Зардарян избирается действительным членом Академии художеств СССР.
- 1990 — Участие в выставке в Монреале.

## Публикации
- И. И. Цырлин. Оганес Мкртичевич Зардарян. Советский Художник. Москва,1960. 44 стр., 1 цв. илл., 1 фотогр. С. 1, I. 1961. А 09471.
- А. Каменский. О. Зардарян. Альбом. Советский Художник. Москва,1970. 12 стр., 11 цв. илл. А09017 17-239. Т. 3700. 3. 899 8-2-3. 70-7544 стр,. 17 цв. илл., 1 фотогр.
- Boris Zurabov. Hovhannes Zardarian. Moscow, 1993. 64 pages, 62 colour illustrations, 8 photographs. ISBN 5-269-00381-3. Copyright. Galart Publishers, Moscow, 1993.
- Hovhannes Zardarian. Calendar 2008. «Seasons». Yerevan. 2007. Printinfo Art Books — L’Association Zart. 30 pages, 14 colour illustrations, 1 photograph. ISBN 9993048429. (Stroke code) 9789993048428. Copyright 2007, Anahit Zardaryan, Mkrtich Zardaryan
- Martin Mikaelyan. Hovhannes Zardarian. «4 Themes». Yerevan, 2008.88 pages, 56 colour illustrations, 7 photographs.Printinfo Art Books. ISBN 9939531222. (Stroke code)9789939531229. Copyright 2008, Anahit Zardaryan, Mkrtich Zardaryan

## Память

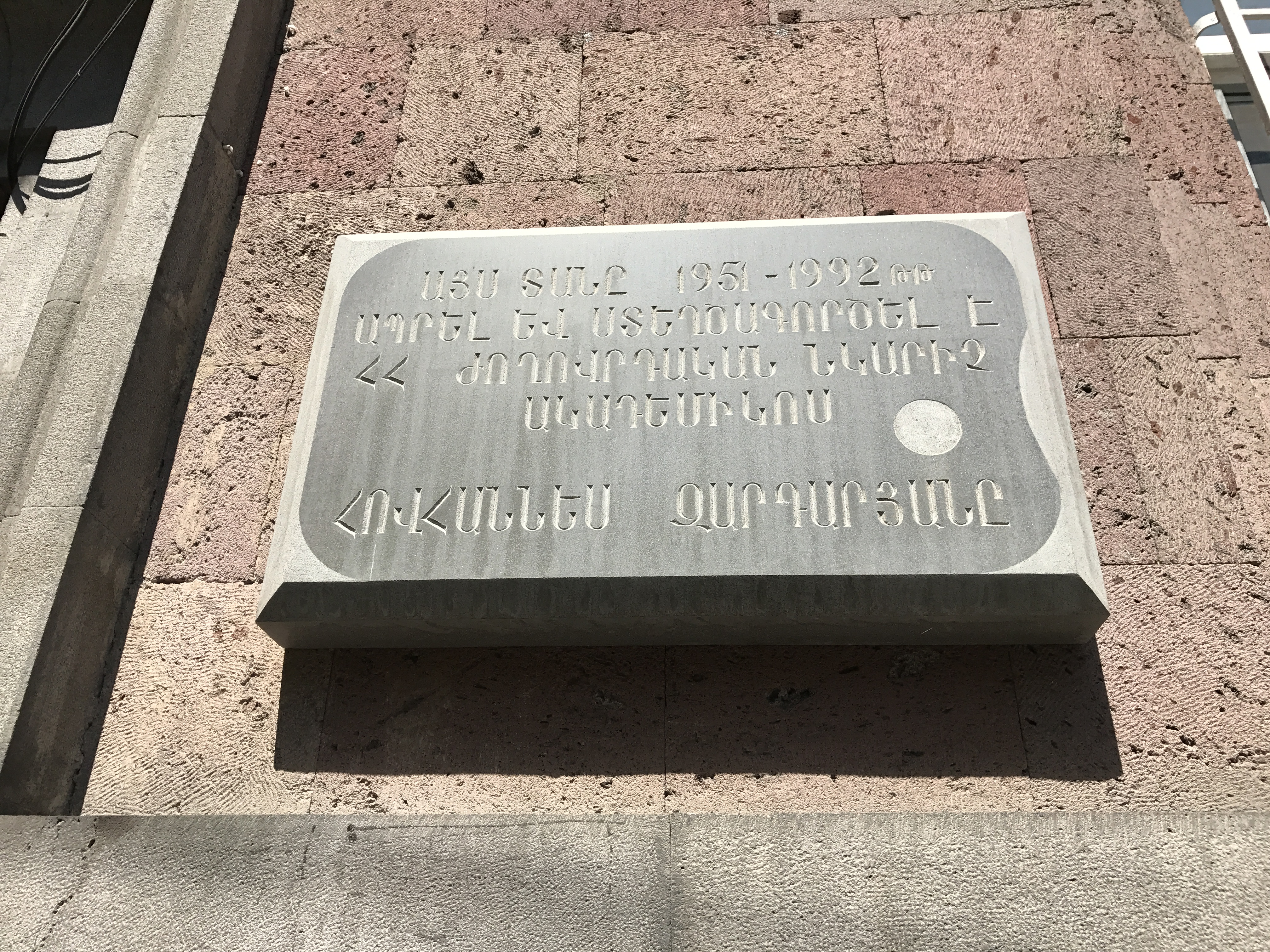

Мемориальная доска в Ереване, проспект Саят-Новы, 5.